# Margareta Bavarska, hrvatska herceginja
Margareta Bavarska (1321. – 1374.), bavarska princeza i hrvatska herceginja iz dinastije Wittelsbach, supruga hrvatskog hercega Stjepana iz dinastije Anžuvinaca, najmlađeg sina hrvatsko-ugarskog kralja Karla I. (1301. – 1342.) i Elizabete Poljske.
Bila je kći bavarskog vojvode i rimsko-njemačkog cara Ludovika I. (1328. – 1347.) i Margarete II. Hainautske. Udala se 1351. godine za hercega Stjepana, s kojim je imala sina Ivana. Poslije suprugove prerane smrti 1354. godine, preuzela je hercešku upravu nad Hrvatskom, Dalmacijom i Slavonijom u ime maloljetnog sina Ivana. Godine 1356. preudala se za Gerlacha von Hohenlohea, ali je zadržala herceštvo nad Hrvatskom. Iste godine izbio je ratni sukob između Ugarske i Mletačke Republike, nakon čega je Margareti bio oduzet naslov herceginje, koji je bio prenjet na njenog sina Ivana, koji je bio i prijestolonasljednik, budući da kralj Ludovik I. (1342. – 1382.) nije imao djece. Godine 1360. umro je njen sin Ivan.